# Бурманиеви
Бурманиевите (Burmanniaceae) са семейство растения от разред Диоскореецветни (Dioscoreales).
Таксонът е описан за пръв път от Карл Лудвиг Блюме през 1827 година. Таксономичният му тип е Burmannia.

## Родове
- Afrothismia
- Apteria
- Burmannia
- Campylosiphon
- Cymbocarpa
- Desmogymnosiphon
- Dictyostega
- Dipterosiphon
- Geomitra
- Gymnosiphon
- Haplothismia
- Hexapterella
- Marthella
- Miersiella
- Oxygyne
- Ptychomeria
- Scaphiophora
- Thismia – Тисмия
- Tiputinia
- Tripterella